# 辽阳博物馆
辽阳博物馆是一所位于中华人民共和国辽宁省辽阳市的综合性博物馆，位于白塔区中心路2号。博物馆总占地面积3万平方米，其中建筑面积6500平方米，馆藏文物有6000多件。是中国国家4A级旅游景区，国家二级博物馆。

## 历史
辽阳博物馆前身为1957年成立的辽阳文物陈列所。1984年4月，博物馆开始组建，于1985年10月1日正式开馆，由薄一波为博物馆题写馆名。辽阳博物馆最初选址为建于1921年的中华民国时期东三省官银号总办、东北边业银行总裁彭贤的别宅。2009年自彭公馆搬迁至新馆，新馆为中式仿古的建筑风格。 2002年7月被列为国家AA级景区。2013年5月，辽阳博物馆被评为国家三级博物馆。2023年12月1日，被评定为国家AAAA级景区。

## 馆藏
馆藏文物大部来自本地考古发掘，以出土文物和传世文物为主，时间上以汉文化、辽金文化和明清文化为重点展示。跨度从新石器时代至明清时期。其中国家—级文物21件，二级文物208件，三级文物837件。辽阳博物馆展示的王尔烈寿屏、辽白釉雕牡丹纹提梁注壶、战国涡纹玉璧、高丽青瓷镶嵌菊花纹枕、清雍正粉彩过枝花福寿盘、象牙雕白菜蝈蝈摆件，为该馆六大镇馆之宝。
博物馆有《东北第一城—辽阳古代历史文物陈列》、《辽阳博物馆馆藏精品展览》两个常设展览，并设有两个临时展厅，此外博物馆的旧址彭公馆被开辟为辽阳民俗博物馆和辽阳汉魏壁画馆，与辽阳博物馆毗邻。

## 图集
- 博物馆正门
- 王尔烈寿屏
- 战国涡纹玉璧（新城战国墓出土）
- 战国钱币（战国明字刀币、襄平布、一刀圜钱）
- 辽白釉雕牡丹提梁注壶（南林子墓出土）
- 高丽青瓷镶嵌菊花纹枕（兰家石灰窑出土）
- 清雍正款粉彩过枝花福寿纹盘
- 清道光仿乾隆款粉彩花卉天球瓶
- 永昌雅居金代货币窖藏（辽阳市西二道街永昌雅居建筑工地出土）